# Friockheim
Friockheim ist eine Ortschaft in der schottischen Council Area Angus. Sie liegt rund zehn Kilometer nordwestlich von Arbroath und 27 Kilometer nordöstlich des Zentrums von Dundee am rechten Ufer des Lunan Water.

## Geschichte
Die Gegend weist Spuren früher Besiedlung auf. Hervorzuheben sind zwei Cursus, die direkt nördlich beziehungsweise östlich der Ortschaft verlaufen. Südwestlich befindet sich das aus den 1560er Jahren stammende Tower House Gardyne Castle. Das um 1730 errichtete klassizistische Herrenhaus Pitmuies House befindet sich westlich der Ortschaft.
Die Geschichte Friockheims begann 1830, als ein Textilproduzent das Anwesen Friock pachtete. Um Wohnraum für die Arbeiter der neuen Textilmühle zur Verfügung zu stellen, wurden günstige Pachtverträge angeboten. Die Friockheim and Kinnell Parish Church wurde 1835 errichtet und fünf Jahre später erweitert. Mit dem Bau der Arbroath and Forfar Railway 1839 und der Aberdeen Railway 1850 wurde das junge Friockheim zum Verkehrsknoten, was seiner Entwicklung zuträglich war. In den 1870er Jahren wurden jährliche mehrere Märkte veranstaltet.
1841 zählte Friockheim bereits 805 Einwohner. Die Zahl stieg zunächst auf 1239 im Jahre 1861 und sank dann leicht. Zwischen 1961 und 2001 schwankte die Einwohnerzahl zwischen 807 und 896. Im Rahmen der Zensuserhebung 2011 wurden in Friockheim 962 Einwohner gezählt.
Der Ortsname leitet sich ab von gälisch Fraoch für „Heide“ und der deutschen Endung heim. Den Namen legte der Textilfabrikant fest, der in Deutschland Textilmühlen besichtigt hatte. Vermutlich handelt es sich um den einzigen Ortsnamen, der sich aus schottisch-gälischen und deutschen Elementen zusammensetzt.

## Verkehr
Die aus St Vigeans kommende B965 bildet die Hauptverkehrsstraße Friockheims. Direkt westlich verläuft die A933 (Brechin–Arbroath). Von dieser zweigt auf Höhe der Ortschaft die A932 ab, die bei Forfar in der A90 aufgeht.
Zwischen 1848 und 1955 verfügte Friockheim über einen Bahnhof entlang der Arbroath and Forfar Railway beziehungsweise ihrer Nachfolger. Ein kurzes Stück südwestlich des Bahnhofs zweigte an der Friockheim Junction die Strecke nach Aberdeen ab. Beide Strecken wurden zwischenzeitlich aufgelassen und abgetragen.